# Wendische Kirche (Senftenberg)

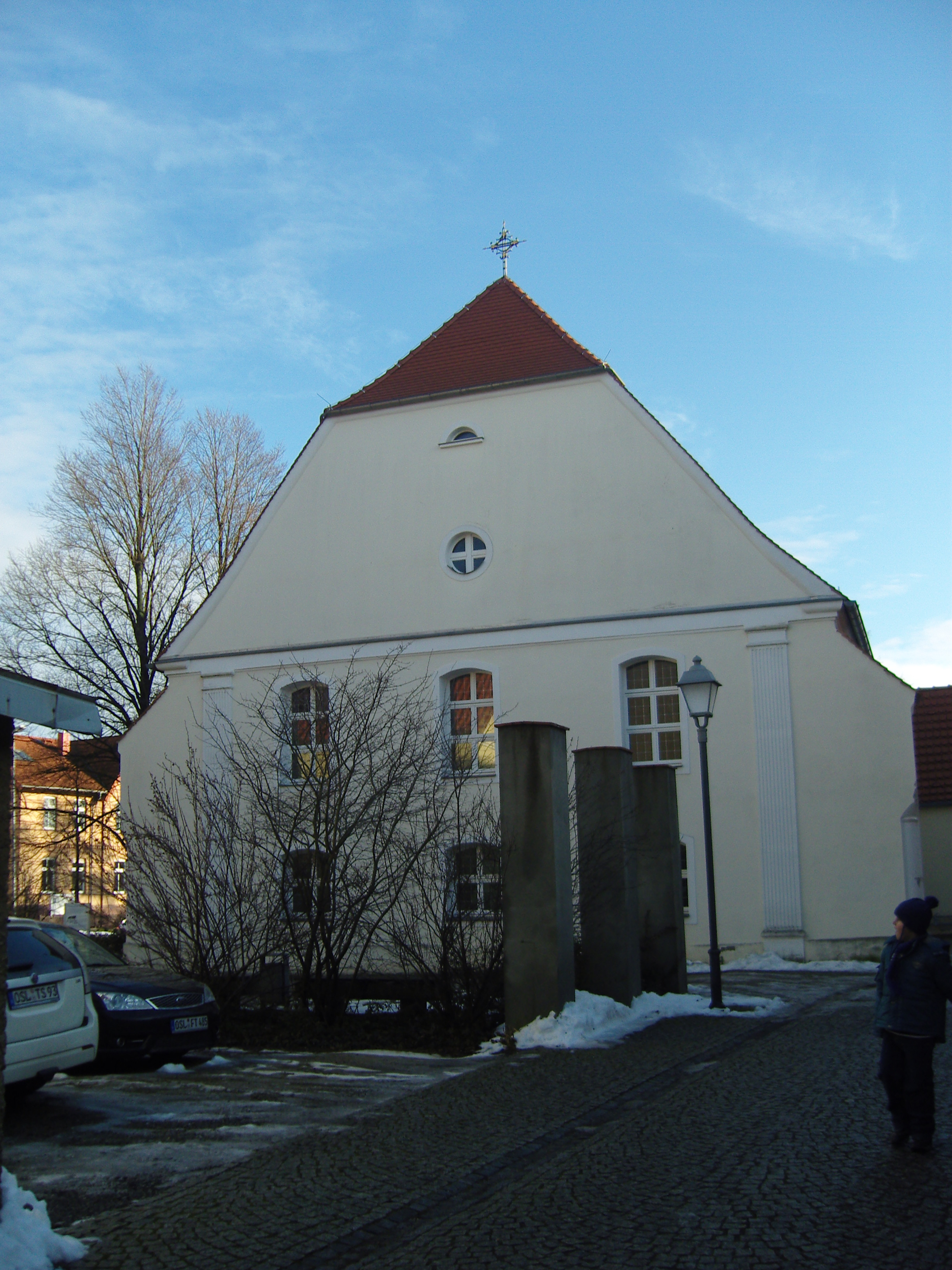
Westseite

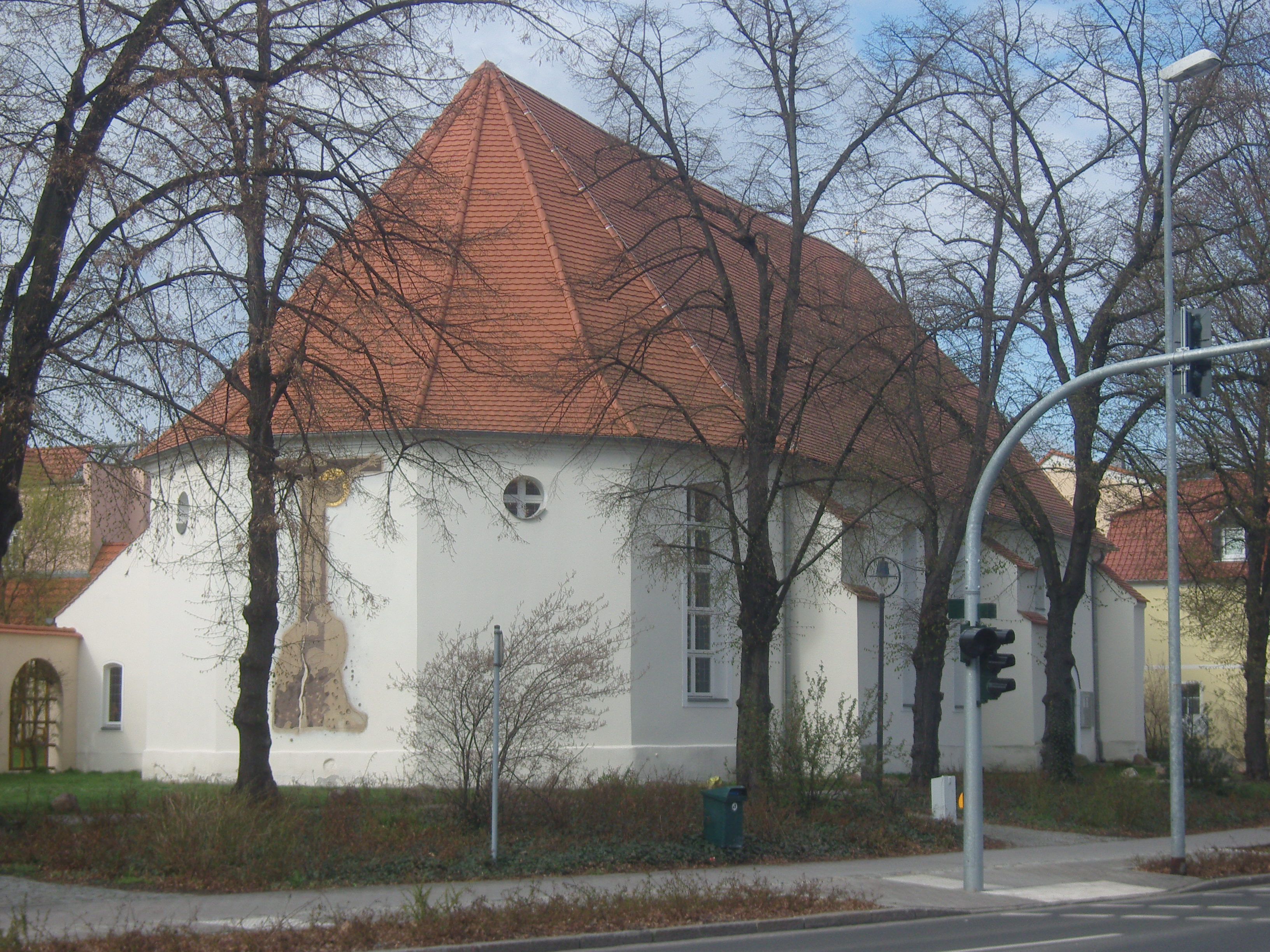
Ostseite mit Sgraffito am Chor

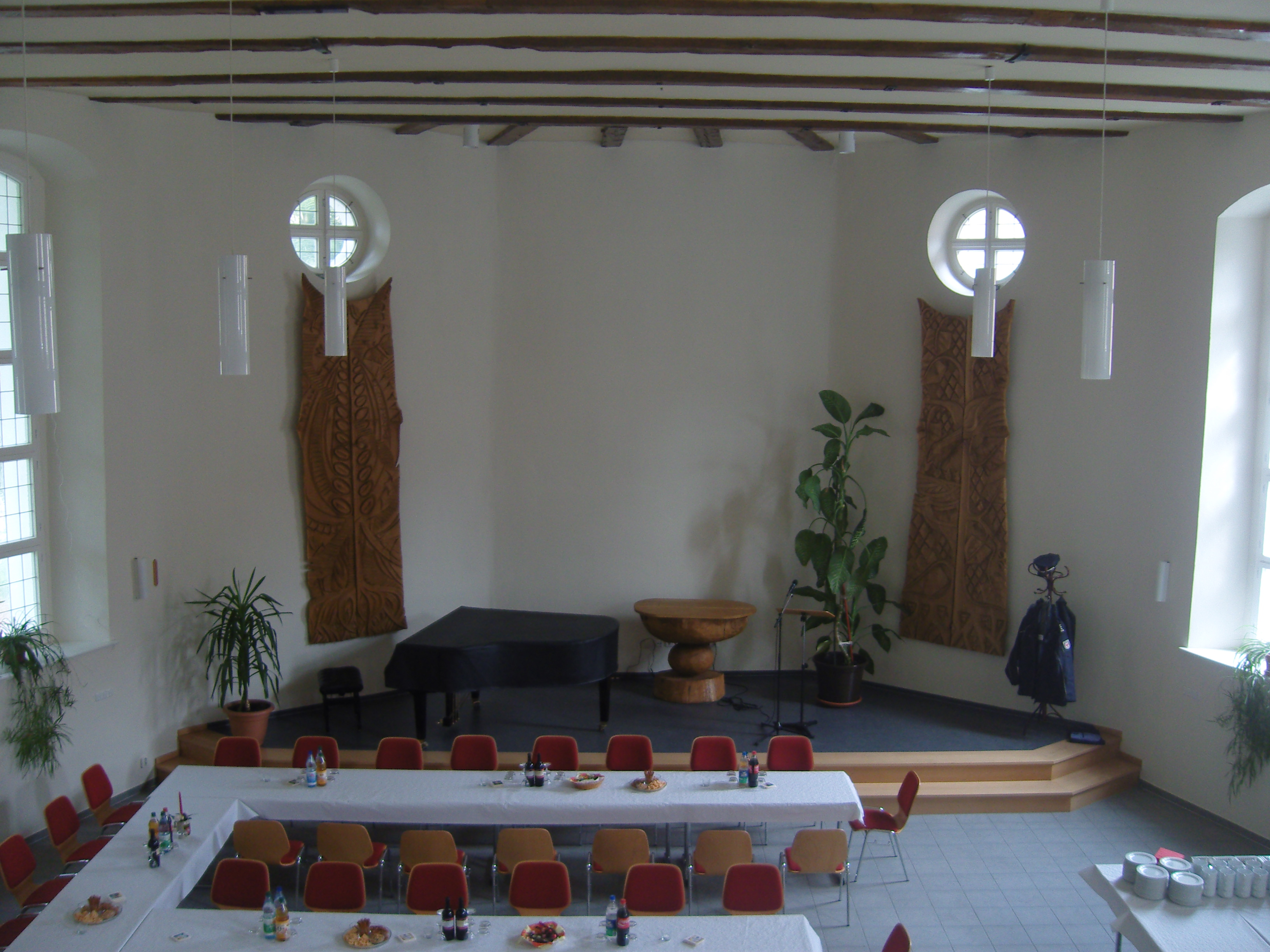
Innenansicht

Die Wendische Kirche, niedersorbisch Serbska cerkwja, in Senftenberg ist ein denkmalgeschütztes Kirchgebäude, das heute als Bürgerhaus für Gottesdienste, Konzerte, Vorträge und Feiern genutzt wird. Die Kirche befindet sich zwischen Steindamm und Baderstraße. Der Name ist eine Abgrenzung zur Deutschen Kirche, die sich in unmittelbarer Nähe befindet.

## Geschichte
Nach der Reformation wurde im Jahr 1540 eine hölzerne Kirche für die sorbische (wendische) Bevölkerung errichtet. Bereits im Jahr 1555 wurde ein neues Gebäude gefordert, da der ursprüngliche Bau sehr einfach ausgeführt war. Die Kirche befand sich am nördlichen Ausgang der Burglehnstraße, die einen Teil des heutigen Altstadtrings darstellt. Das Großfeuer am 15. August 1641 zerstörte die Kirche, einen Neubau errichtete von 1652 bis 1655 der Zimmermeister Michael Großer. Ein erneuter Stadtbrand 1670 vernichtete auch diesen Bau.
Die neu aufgebaute Kirche wurde am heutigen Standort errichtet. Über einem Erlenrost wurde ein steinerner Grund gelegt. Die Kirchweihe war am Pfingstdienstag, 6. Juni 1682. Altar und Kanzel schuf 1682 Abraham Jäger aus Finsterwalde für 60 Taler. Altar und Kanzel wurden nach der Kirchweihe angesetzt. Maler Lehmann aus Kamenz malte den Altar 1686 neu, Georg Schramm aus Sonnewalde die Kanzel 1694. Nach einem erneuten Stadtbrand 1717 war der Einsturz des Gebäudes zu befürchten. So wurde für 1742 der Neubau beschlossen, jedoch erst 1749 ausgeführt. Die Bauausführung erfolgte durch Johannes Müller. Am 17. April wurden die Erlenpfähle für den Rost gesetzt und am 22. April erfolgte die Grundsteinlegung durch Senator Samuel Meier. Die Kirchweihe erfolgte am 21. Dezember 1749. Im Jahr 1834 mussten die Gottesdienste wegen Baufälligkeit der Kirche eingestellt werden. In den folgenden Jahren wurde der Sakralbau mehrfach saniert.
Der vorläufig letzte Gottesdienst in sorbischer Sprache wurde 1881 gehalten. Die Kirche wurde 1934 als Gemeinderaum umgestaltet. Nachdem sie wieder verfiel, sollte sie 1993 abgerissen werden. Sie wurde jedoch unter Denkmalschutz gestellt und zunächst von außen saniert. Anschließend folgte die Innensanierung und für 400.000 Euro der Umbau in ein soziales und kulturelles Begegnungszentrum, das am 28. März 2003 eingeweiht wurde.
Die Kirche ist ein breitseitiger Saalbau mit dreiseitigem Schluss. Die Westseite ist durch zwei Pilaster gegliedert. An der östlichen Giebelwand am Chor befindet sich ein Sgraffito des Senftenberger Künstlers Günther Wendt aus dem Jahr 1934, das Jesus am Kreuz darstellt. Das Sgraffito ist durch Einschüsse aus dem Zweiten Weltkrieg beschädigt, die als Mahnung erhalten bleiben.
Teile des ehemaligen Barockaltars von Abraham Jäger befinden sich heute in der Peter-Paul-Kirche.
Am 15. August 2010 wurde in der Wendischen Kirche im Rahmen eines zweisprachigen Gottesdienstes erstmals nach 129 Jahren wieder in niedersorbischer Sprache gepredigt.